# 2014 في الرياضة

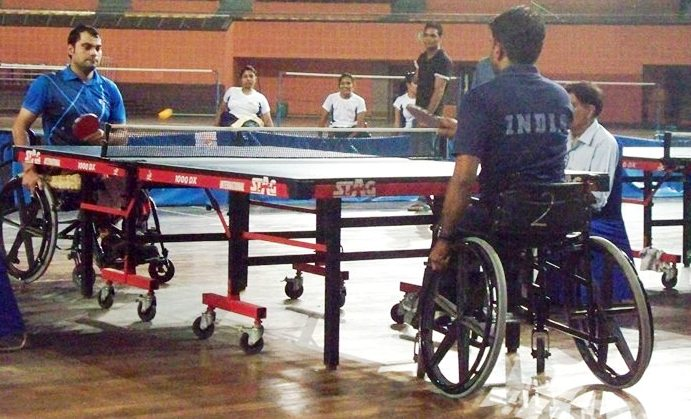
تجربة اختيارية لدورة الألعاب الآسيوية البارالمبية 2014 في ملعب آي جي في نيودلهي

هذه المقالة تصف الأحداث الرياضية لسنة 2014.

## كرة القدم
- 13 يونيو - 13 يوليو: بطولة كأس العالم لكرة القدم 2014 سوف تعقد في ريو دي جانيرو بالبرازيل.

## لكروس
- بطولة كأس العالم للكروس 2014 الدورة الثانية عشر لبطولة كأس العالم للكروس في دنفر بالولايات المتحدة الأمريكية.

## أحداث رياضية أخرى
- 18 سبتمبر - 4 أكتوبر: دورة الألعاب الآسيوية 2014 الدورة الرابعة عشر لالآسياد. وستعقد في انشيون بكوريا الجنوبية.